# Tre colonne in cronaca
Pour plus de détails, voir Fiche technique et Distribution.
Tre colonne in cronaca est un film policier italien de Carlo Vanzina sorti en 1990.
Il est librement inspiré du roman homonyme de Corrado Augias et Daniela Pasti.
Pour son interprétation, Sergio Castellitto a remporté le David di Donatello du meilleur acteur dans un second rôle.

## Synopsis
Le député Spanò a l'intention de s'emparer d'un journal qui lui est politiquement opposé. Il utilise un terroriste libanais, Bassouri, et d'un homme d'affaires cynique, Gaetano Leporino, pour parvenir à ses fins.
Le terroriste arabe est chargé de tuer un agent de change. Le méfait déclenche une série de chantages et de subterfuges avec lesquels les puissances qui gravitent autour du journal tentent d'obtenir la suprématie.
Un questeur adjoint et un journaliste courageux sont chargés de faire la lumière sur toute cette affaire. L'homme politique, par des manœuvres habiles et sans scrupules, parvient à bâillonner toute l'enquête. 

## Fiche technique
- Titre original italien : Tre colonne in cronaca[3] (litt. « Trois colonnes dans la presse »)
- Réalisateur : Carlo Vanzina
- Scénario : Enrico Vanzina, Carlo Vanzina d'après le roman homonyme de Corrado Augias et Daniela Pasti[1]
- Photographie : Luigi Kuveiller
- Montage : Ruggero Mastroianni
- Musique : Ennio Morricone
- Décors : Francesco Bronzi (it)
- Effets spéciaux : Luciano Anzellotti
- Costumes : Adriana Spadaro
- Maquillage :	Adonella De Rossi
- Production : Mario Cecchi Gori, Vittorio Cecchi Gori, Fernando Ghia
- Sociétés de production : Cecchi Gori Group - Tiger Cinematografica, Pixit, Reteitalia
- Pays de production :  Italie
- Langue originale : italien
- Format : Couleur
- Durée : 98 minutes
- Genre : Film policier
- Dates de sortie :
  - Italie : 9 mars 1990

## Distribution
- Gian Maria Volonté : Alberto Landolfi
- Massimo Dapporto : commissaire Dante Morisi
- Sergio Castellitto : Quinto Cecconi
- Demetra Hampton : Kim
- Paolo Malco : Bruno Lachioma
- Lucrezia Lante della Rovere : Monica Guarini
- Spiros Focas : Bassouri, le partenaire de Leporino
- Angelica Ippolito : Giuditta Guarini
- Gianni Bonagura (en) : Petroni
- Sandro Ghiani : Urru
- Carlo Giuffré : le député Aurelio Spanò
- Joss Ackland : Gaetano Leporino
- Senta Berger : Comtesse Odessa Bonaveri
- Pier Francesco Aiello : Fabrizio Landolfi
- Silverio Blasi : le rédacteur en chef Castagna
- Pina Cei : Margherita
- Any Cerreto : Mme Elda
- Sandra Collodel : Irène
- Clara Colosimo : vieille dame aux chats
- Graziella Galvani : l'ex-femme de Leporino
- Manuela Gatti : Stella
- Gloria Sapio : Silvia
- Tony Sperandeo : policier de Trapani
- John Whalley : Kropp
- Gian Antonio Barabino : le portier de Bonaveri
- Bruno Burbi : le photographe
- Gustavo Frigerio : Bertelli

## Accueil critique
« L'adéquation du sujet du film avec la question très actuelle de la possession des médias et des moyens pour l'acquérir, constituent l'élément le plus intéressant du film [...] Le style dynamique et énigmatique est celui des poliziotteschi italiens, de Steno (le père du réalisateur) dans Société anonyme anti-crime. Des acteurs bien choisis et presque tous bons (en particulier Sergio Castellitto et Massimo Dapporto, amis reporter et policier), une belle photographie de Luigi Kuveiller, une musique tronquée et répétitive d'Ennio Morricone ; nous sommes captivés, amusés et indignés. Et on admire encore plus que jamais Gian Maria Volonté, qui a fait du directeur du journal un personnage magnifique, construit avec beaucoup de subtilité et d'efficacité : une sorte de Dieu sans barbe, ni pompeux ni emphatique, mais résigné, laconique, idéaliste et en même temps pragmatique, névrosé et fort, vieux, solitaire, meurtrier. »

— Lietta Tornabuoni